# Girolamo
Girolamo est un prénom italien qui se traduit en français par Jérôme écrit quelquefois Gérôme.

## Personnalités portant le prénom Girolamo
- Pour l'ensemble des articles sur les personnes portant ce prénom, consulter :
  - la liste des articles dont le titre commence par ce prénom
  - les listes produites par Wikidata : Liste des personnes de prénom « Girolamo » — même liste en incluant les éventuels prénoms composés qui contiennent « Girolamo ».